# Oddibjord Tessera
L'Oddibjord Tessera è una struttura geologica della superficie di Venere.